# Ubendua
Dans la mythologie basque, ubendua est la morsure ou la marque qu'un mauvais génie laisse sur le corps d'une personne. Il opère de nuit alors que ses victimes dorment. Pour se prémunir contre de tels agissements, on dit qu'il faut placer dans la chambre un missel ouvert à la page correspondant au début de l'Évangile selon saint Jean. 